# Тепеденленгиль, Незихе Мухиддин
Незихе Мухиддин Тепеденленгил (тур. Nezihe Muhiddin Tepedelengil; 1889, Стамбул — 10 февраля 1958, Стамбул) — османская и турецкая феминистка, активистка движения за права женщин, журналистка, писательница и политик. Считается одним из основателей турецкого феминистского движения.

## Биография
Родилась Незихе в 1889 году в пригороде Стамбула Кандилли в семье прокурора и судьи по уголовным делам Мухиддин-бея и Зехры Ханум. Сначала посещала начальную школу, а затем уроки частного репетитора где изучала фарси, французский, немецкий и арабский языки. В это время большое влияние на мировоззрение девушки оказала турецкая феминистка, педагог и политический деятель Накие Эльгюн.
С 1909 года Незихе работала учителем. В 1913 году она создала и была секретарем Ассоциации защиты турецких женщин.
Активно выступала за отмену полигамии и предоставление избирательных прав женщинам.
Была в числе делегатов на первом заседании Великого Национального собрания 23 апреля 1920 года.

### Народная женская партия
В 1923 году Незихе Мухиддин попыталась создать на основе Ассоциации защиты турецких женщин Народную женскую партию. Она могла бы стать первой партией Турецкой республики, но созданию партии помешал Избирательный закон от 1909 года, запрещающий женщинам заниматься политической деятельностью. Из-за отсутствия законодательной базы и лобби исламистов партия так и не была официально зарегистрирована.

### Союз турецких женщин
Так как партия не была зарегистрирована, Незихе Мухиддин не оставалось ничего другого, как переформировать созданную структуру в общественную организацию — Союз турецких женщин.
С 1924 года выпускала журнал «Путь турецкой женщины» (тур. Türk Kadın Yolu), а также печатала статьи в газете «Умный» (тур. Zekiye),
В 1925 году она пыталась добиться, чтобы женщинам предоставили право избираться депутатом Великого национального собрания Турции.
Союз турецких женщин просуществовал до 1927 года. В 1927 году на съезде союза оппозиция выступила против Незихе. Представительницы оппозиционной группы написали на неё заявление в полицию и обвинили в коррупции и мошенничестве, после чего в центральном офисе организации провели обыск. Только благодаря амнистии 1929 года Незихе избежала тюремного заключения. После того, как её репутации был нанесен удар, она отошла от политики и занималась в последующие годы издательской деятельностью.
Умерла Незихе Мухиддин Тепеденленгил 10 февраля 1958 года в психиатрической клинике района Шишли в Стамбуле. Её сын Малик пропал без вести.